# Eliane Tevahitua
Pour les articles homonymes, voir Tevahitua (homonymie).
Eliane Tevahitua, née Eliane Vaimeho-Peua, est une femme politique française de Polynésie. Représentante à l'assemblée de la Polynésie française de 2013 à 2023, au sein du groupe UPLD puis Tavini Huiraatira, elle devient, de mai 2023 à juin 2024, vice-présidente de la Polynésie française.

## Biographie
Enfant, Eliane Tevahitua grandit à Faa’a. Elle est adoptée et élevée par son grand-oncle et la femme de celui-ci, un couple modeste. Elle apprend le tahitien à la maison et le français à l'école. Après avoir obtenu son baccalauréat, elle suit des études d'infirmière. Elle apprend ensuite le métier de sage-femme à l'université de Bordeaux, avant de retourner en Polynésie. Elle devient sage-femme au centre hospitalier de Mama’o où elle travaille de 1981 à 1988. En 1989, elle suit un an de formation supplémentaire à l'école des sages-femmes de Dijon. De retour en Polynésie, elle exerce comme sage-femme cadre enseignante de 1989 à 1993, puis dirige l'école des sages-femmes de 1994 à 2013.
En 2001, elle obtient un DEA d’anthropologie sous la direction de Paul de Dekker. Elle commence ensuite une thèse sous la direction de Bruno Saura, « La toponymie des terres de Fa'a'ä (île de Tahiti) et les représentations foncières tahitiennes », qu'elle soutient en 2008.

## Carrière politique
En 2013, elle est élue à l'Assemblée de la Polynésie française, sur la liste de l'UPLD. Elle fait partie de la commission permanente et de la commission du contrôle budgétaire et financier de l'assemblée. Elle est réélue en 2018 dans le groupe Tavini Huiraatira et entre à la Commission de la santé, de la solidarité, du travail et de l'emploi.
En 2020, elle est choisie par Oscar Temaru comme sa suppléante pour les élections sénatoriales.
Lors des élections territoriales de 2023, elle est d'abord placée en 2e position de la liste du parti Tavini de la 3e section, derrière Oscar Temaru. Son nom est ensuite retiré de la liste, avant que le parti n'explique qu'elle deviendra vice-présidente en cas de victoire.
En mai 2023, elle devient vice-présidente du gouvernement de la Polynésie française présidé par Moetai Brotherson, ainsi que ministre de la Culture, de l’Enseignement supérieur, de l’Environnement, du Foncier et de l’Artisanat et des relations avec les institutions.
Elle quitte le gouvernement et la vice-présidence de la Polynésie française lors du remaniement du 3 juin 2024. Ses attributions sont alors redistribuées

## Prises de position
Dans le cadre de son activité politique, en tant que représentante de l'opposition, elle interpelle fréquemment le gouvernement, notamment sur des sujets de santé comme l'IVG, l'obésité, les maladies radio-induites. En 2020 et 2021, elle critique ouvertement la gestion en Polynésie de la pandémie de Covid-19 par Edouard Fritch, le président du Pays,.
Elle est également membre de l'Union des femmes francophones d'Océanie (UFFO), dont elle a été secrétaire générale.